# Eskulina
Eskulina – organiczny związek chemiczny, glikozyd kumarynowy naturalnie występujący w kasztanowcu zwyczajnym (Aesculus hippocastanum), kasztanowcu kalifornijskim (Aesculus californica) oraz w dafninie, ciemnozielonej żywicy wawrzynka wilczełyko (Daphne mezereum). Występuje głównie w korze oraz nasionach kasztanowca. Wykazuje działanie neurotoksyczne.
Podobnie jak i inne kumaryny, eskulina wykazuje niebieską fluorescencję pod wpływem światła ultrafioletowego o długości ok. 360 nm. W 1929 r. Paul Krais zaobserwował, że eskulina powoduje wybielenie optyczne lnu.

## Zastosowanie

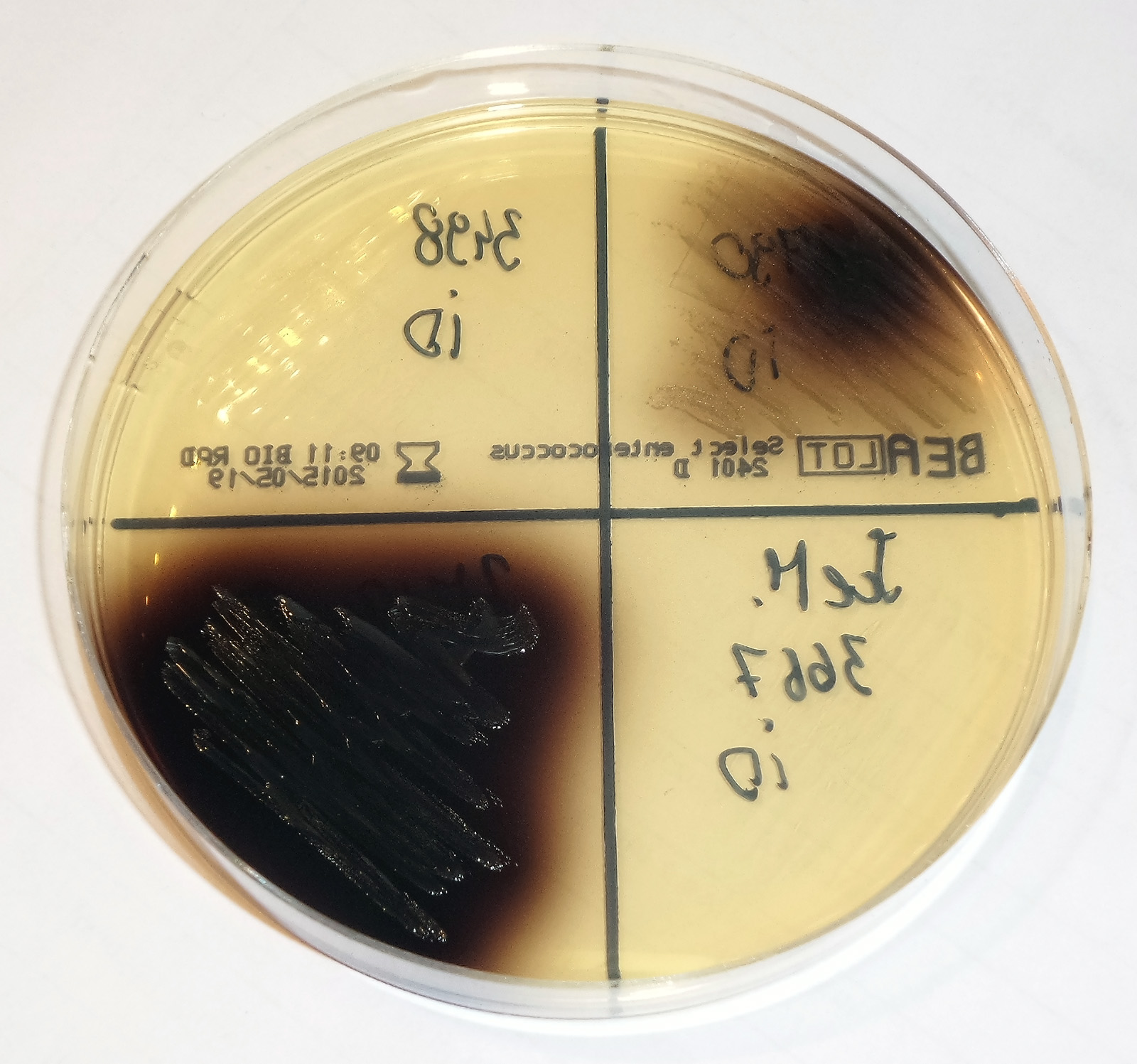
Kolonie enterokoków (ciemny kolor) na agarze z eskuliną

Eskulinę stosuje się w mikrobiologii do identyfikacji niektórych rodzajów bakterii, a w szczególności enterokoków. Enterokoki mają zdolność hydrolizy eskuliny do glukozy i eskuletyny. W obecności jonów Fe3+ powstająca eskuletyna tworzy kompleks o barwie od oliwkowo-zielonej do czarnej. Najczęściej stosuje się w tym celu pożywki z 0,1% eskuliną i cytrynianem żelaza(III).